# Köritzhof

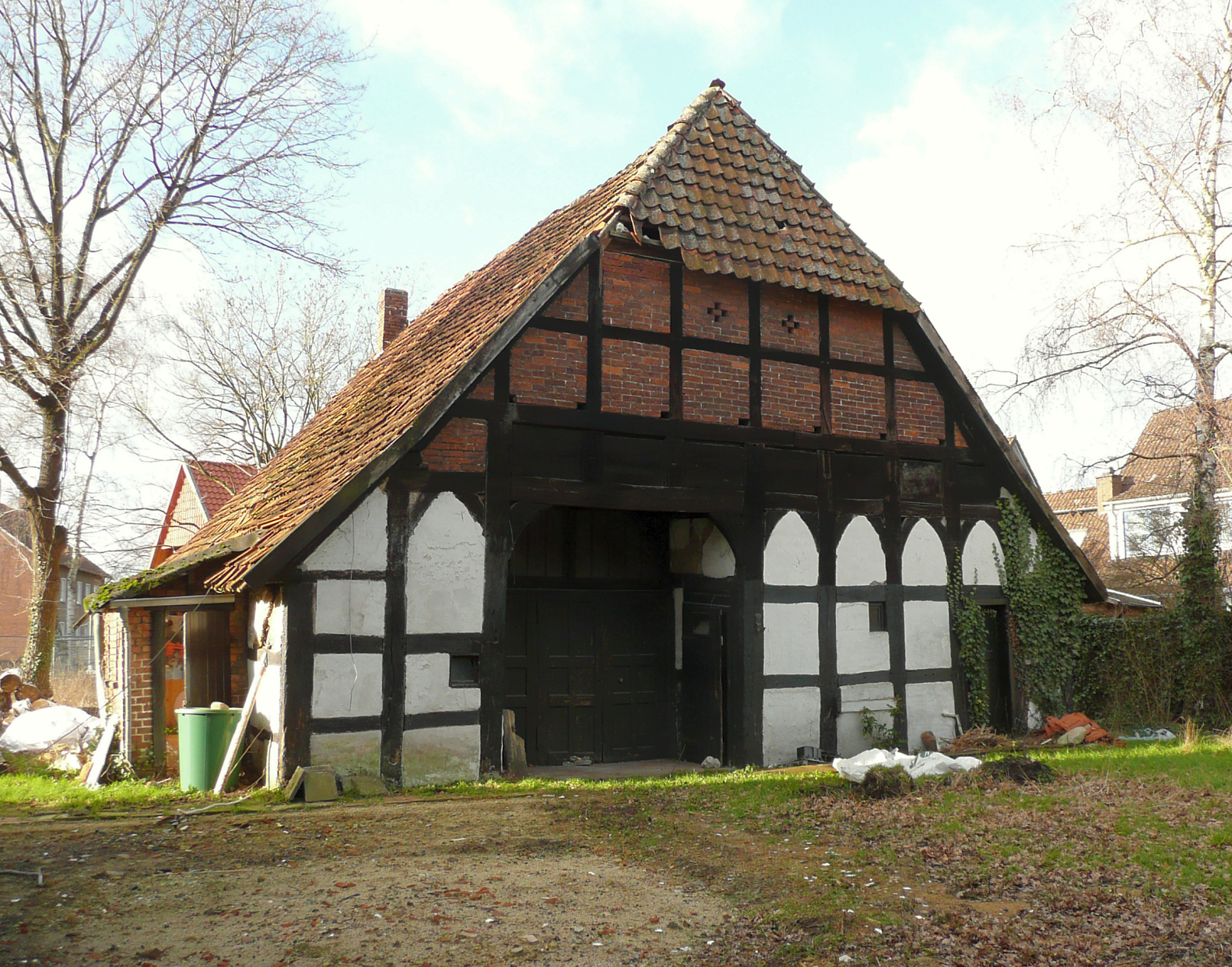
Hallenhaus des Köritzhofs mit Toreinfahrt und Schaugiebel, 2024

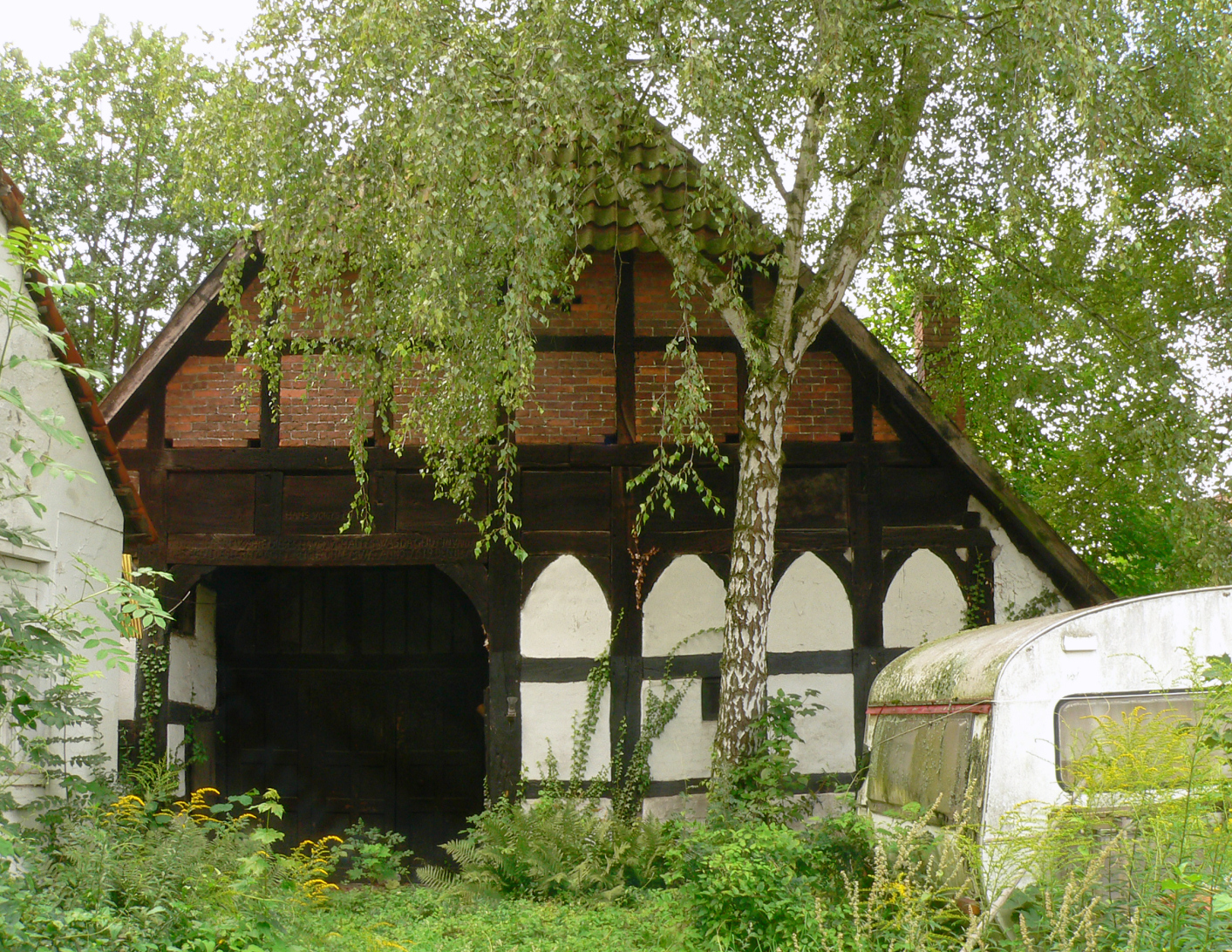
Das zugewucherte Haus vor Sanierungsarbeiten, 2017

Der Köritzhof, auch Hof Köritz oder Haus Köritz genannt, ist eine mehrteilige, frühere Hofstelle im hannoverschen Stadtteil Groß-Buchholz. Kernsubstanz ist ein im Jahr 1619 als Wohnwirtschaftsgebäude errichtetes Hallenhaus, das als das älteste datierte Bauernhaus in Hannover gilt. Seit den 1980er Jahren verfällt die denkmalgeschützte Hofanlage zunehmend.

## Lage
Der Köritzhof liegt am Rande des bäuerlich geprägten Ortskerns von Groß-Buchholz mit historischen Bauernhäusern sowie Scheunen und Remisen früherer Hofanlagen. In unmittelbarer Nähe des Hofes steht das ehemalige Wach- und Zollhaus Pinkenburg an der hannoverschen Landwehr. Das Gebäudeensemble des Köritzhofs ist Teil einer Gruppe baulicher Anlagen, die für das seit 1907 nach Hannover eingemeindete Dorf Groß-Buchholz prägend ist.

## Baubeschreibung

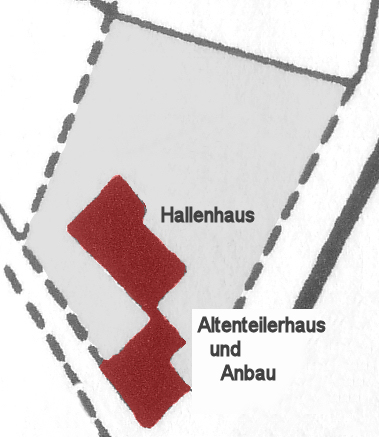
Lageskizze des Köritzhofs auf Grundlage einer Katasterkarte von 1870

Zum Gebäudebestand des Köritzhofes gehören ein allein stehendes Hallenhaus von 1619 und ein Altenteilerhaus in Fachwerkbauweise mit einem verputzten Anbau. Die beiden Nebengebäude stammen vermutlich aus dem 19. Jahrhundert. Das Hallenhaus ist ein Zweiständerbau mit Unterrähm und Sparrenschwelle. Es weist zeittypische Baumerkmale wie eine Kopfbandreihung an den Giebelständern auf. Die Gefache bestehen aus mit Lehm verputztem Weidengeflecht. Das Gebäude hat die für Zweiständerhäuser typischen seitlichen Kübbungen als flache Anbauten zum Unterstellen des Viehs. An den Giebelseiten finden sich gotische Spitzbögen, die durch engstehende Wandständer gebildet werden. Am Schaugiebel zur Straßenseite befand sich früher im oberen Bereich eine Knaggenvorkragung, die bei einem verheerenden Wirbelsturm 1830 zerstört wurde. Dies ist an einer Giebelreparatur zu erkennen.
Ein Balken über der Toreinfahrt am Schaugiebel des Hallenhauses trägt folgende Hausinschrift:
Godt der Here bewahre dieses Haus auch alles was da geidt in und aus. De Segen des Hern machet reich ohne Mühe. Anno 1619 den 12. Marti

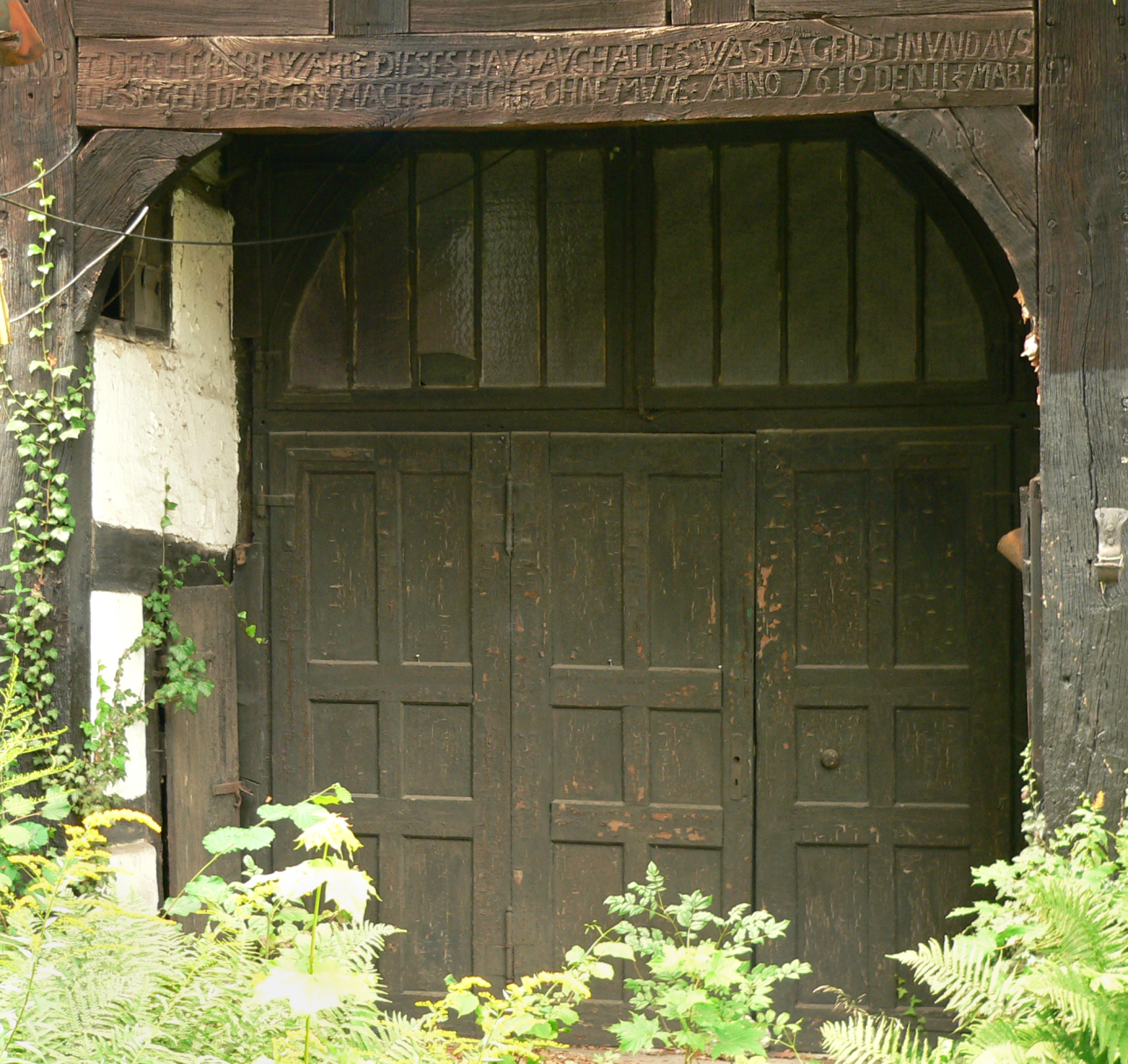
Toreinfahrt des Hallenhauses
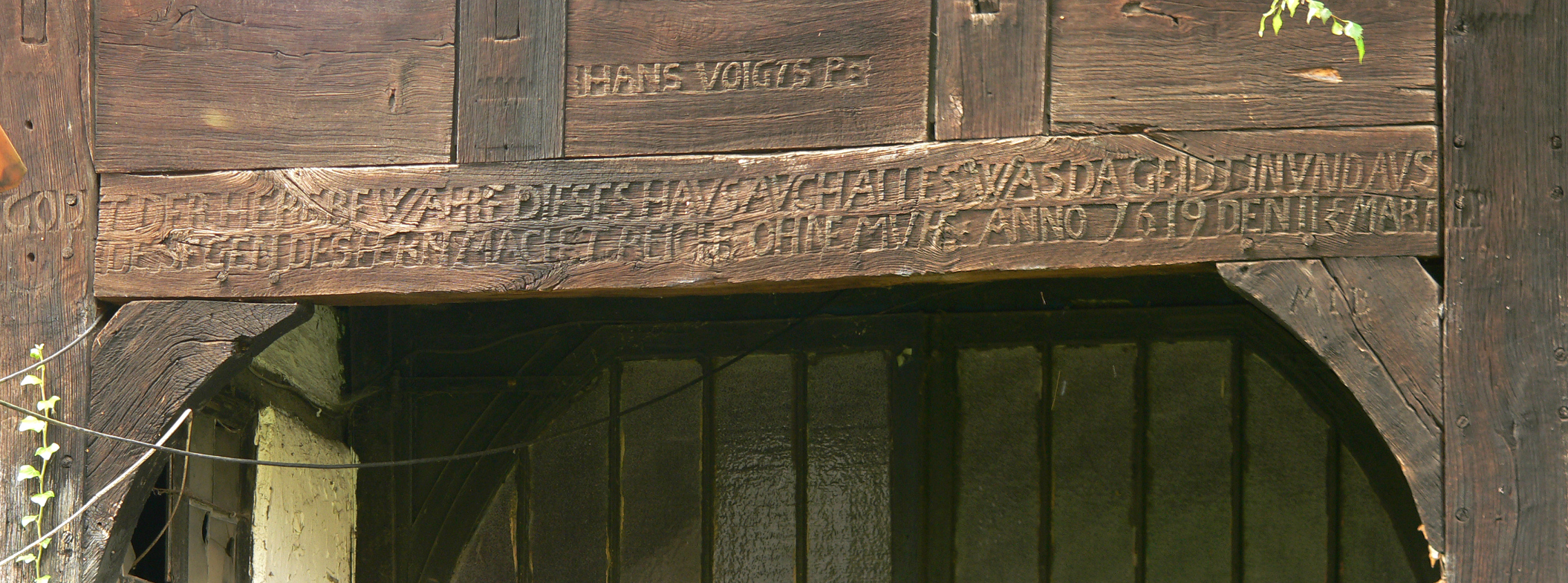
Hausinschrift über der Toreinfahrt
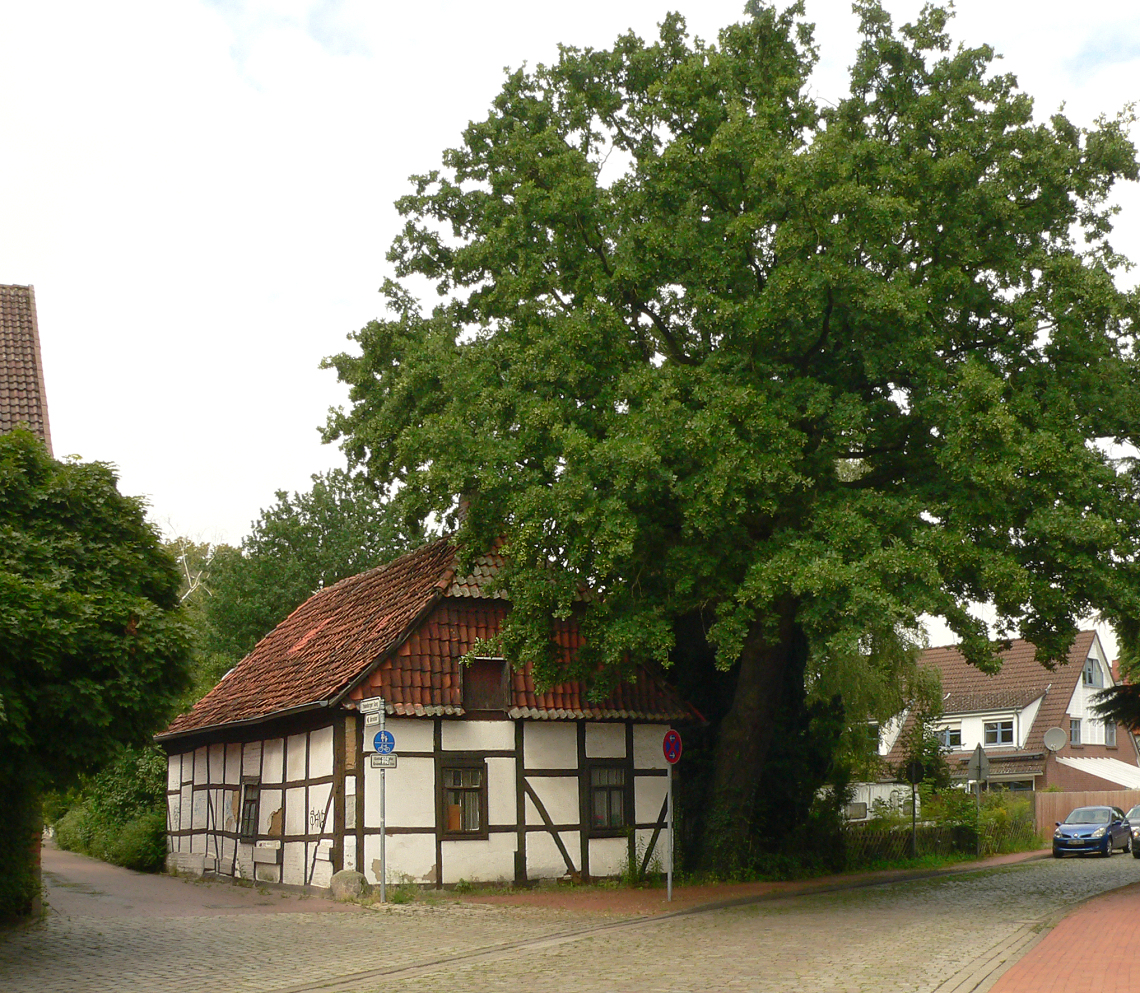
Altenteilerhaus des Hofes
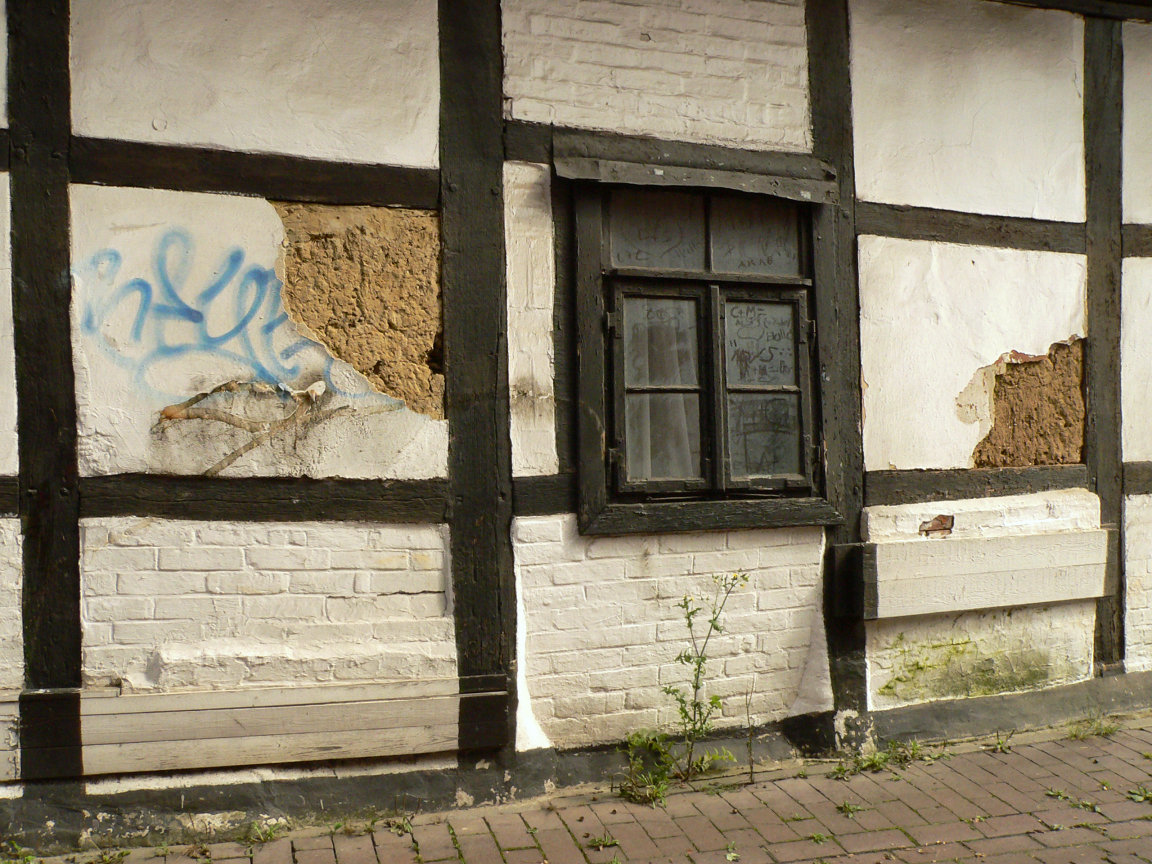
Putzschäden an den Lehmgefachen des Altenteilerhauses, 2017

## Geschichte

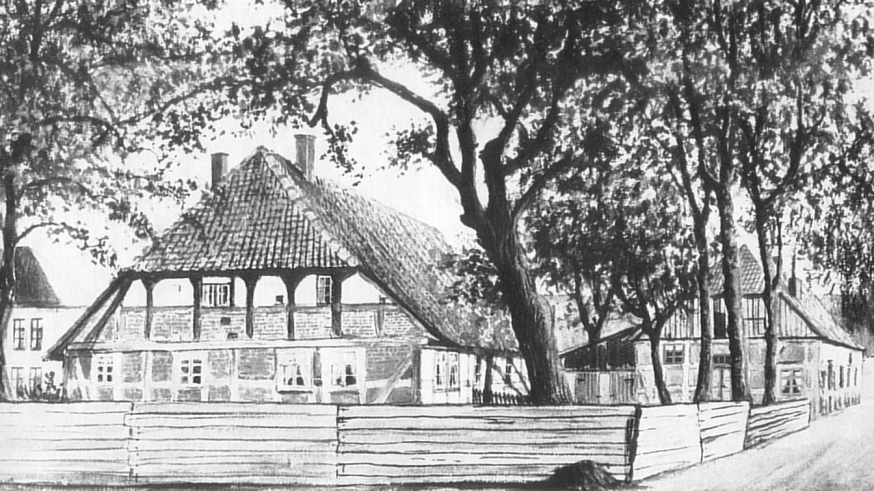
Der rückwärtige Giebel des Hallenhauses, rechts das Altenteilerhaus, um 1910

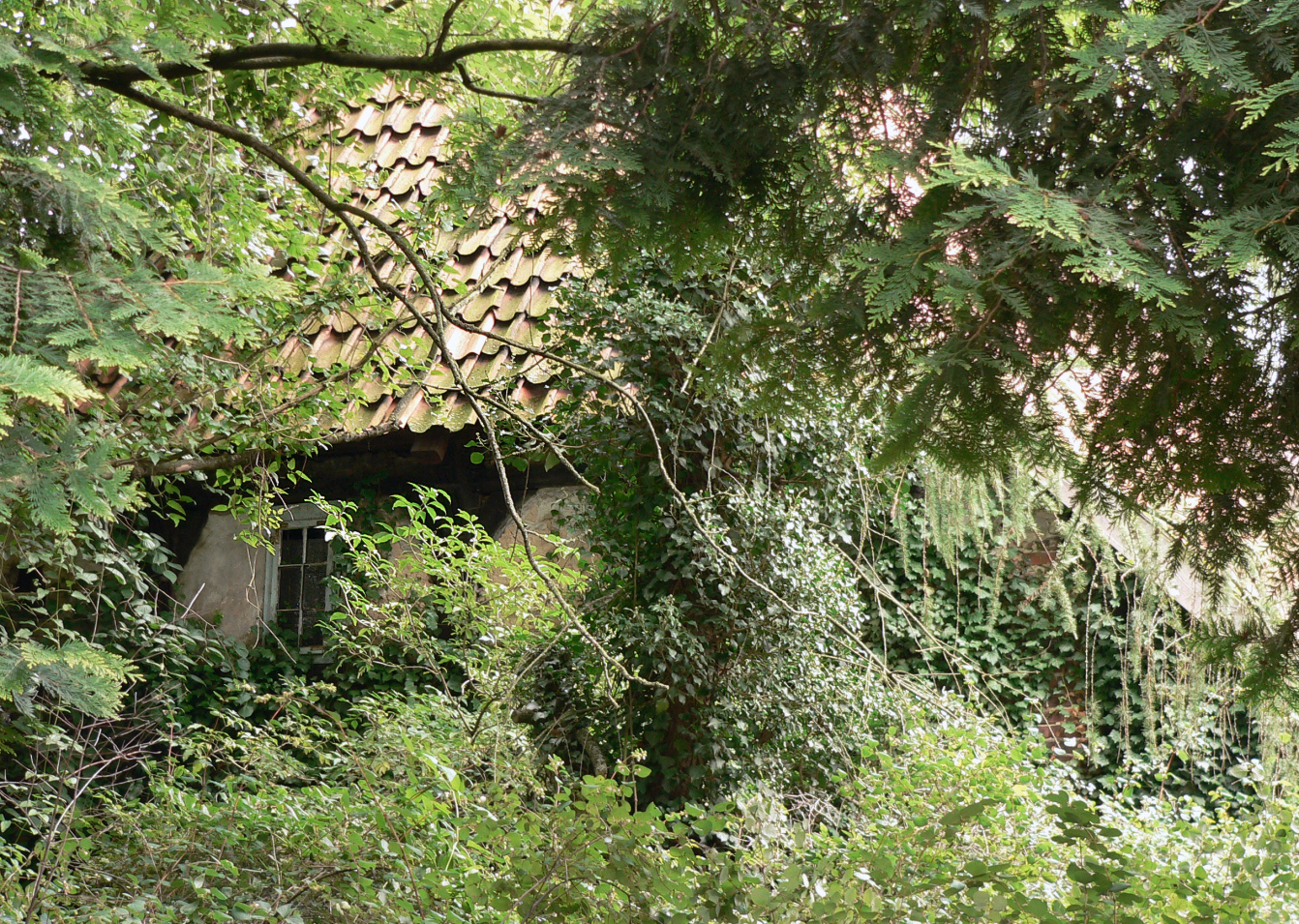
Dieselbe Blickrichtung auf den zugewucherten rückwärtigen Giebel des Hallenhauses, 2017

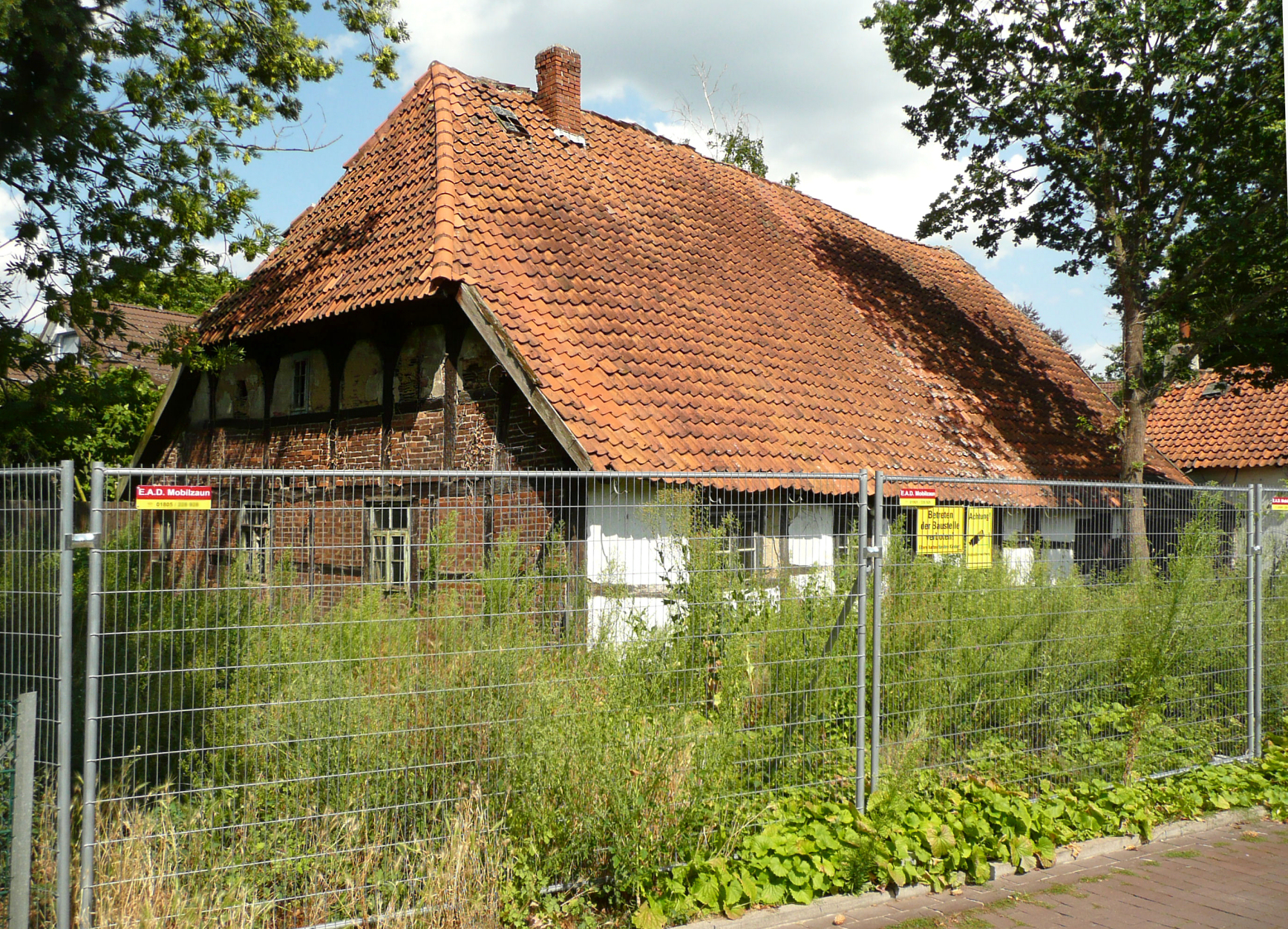
Unkrautbewuchs nach Einstellung der Sanierungsarbeiten, 2021

Benannt ist die Hofstelle nach dem Erbauer namens Köritz. Er wanderte im 17. Jahrhundert aus Brandenburg ein und erbaute das Hallenhaus in Groß-Buchholz. Zu seinem Hof gehörten 1689 sechs Morgen Land. Laut einer Katasterkarte von 1870 stand der Köritzhof zu jener Zeit im Eigentum eines Bauern mit dem Namen Krull, der Brinksitzer war. Der Hof gehörte mit 14 weiteren Brinksitzerhöfen zu den kleineren Bauernhöfen in Groß-Buchholz, wo es 1870 insgesamt 34 Höfe gab. Lebensgrundlage des Brinksitzers vom Köritzhof war unter anderem die Viehhaltung, bei der das Vieh auf die Allmende im Roderbruch getrieben wurde. Einer Legende nach bezogen im Dreißigjährigen Krieg Söldner des Feldherren Tilly ihr Quartier im Köritzhof, als sie über die nahe gelegene Landwehr kamen. Im 19. Jahrhundert gehörten 26 Morgen Land zur Hofstelle. Bis ins 20. Jahrhundert wurden im Hallenhaus Wurst- und Fleischwaren geräuchert, da es im Inneren noch eine offene Feuerstelle gab.

### Verfall
Etwa seit Mitte der 1980er Jahre wird der Köritzhof nicht mehr genutzt und das Gebäudeensemble verwahrlost. 1989 führten Angehörige des Pinkenburger Kreises gemeinsam mit einem Selbsthilfeverein von Bauhandwerkern Sanierungsarbeiten durch. Der Niedersächsische Heimatbund stufte in seiner Roten Mappe in den Jahren 1987 und 2015 den Hof mit dem ältesten Bauernhaus in Hannover als gefährdet ein und wies die Niedersächsische Landesregierung darauf hin. Laut dem Heimatbund habe das Haus dank seiner guten Bauqualität fast 400 Jahre überdauert; der Verfall sei nach über 30 Jahren fehlender Nutzung und Bauunterhaltung jedoch deutlich sichtbar. Die Landesregierung antwortete dem Heimatbund in der Weißen Mappe, dass die entscheidende Rolle für eine Sanierung dem Eigentümer zukomme und Maßnahmen nur mit ihm gemeinsam entwickelt werden könnten.
Bis 2013 war ein Gebäudebereich noch bewohnt. Der zunehmende Verfall wurde seit dem Jahr 2015 vermehrt öffentlich diskutiert. Das Grundstück war durch wuchernde Büsche und Efeu, Wildkrautstauden und Bäume so zugewachsen, dass vom Hallenhaus nur noch der Schaugiebel gut sichtbar war. Die Denkmalpflege forderte von den Eigentümern, einer Eigentümergemeinschaft mit einem Nachfahren des Erbauers, dass sie der im Niedersächsischen Denkmalschutzgesetz festgeschriebenen Erhaltungspflicht für das Baudenkmal nachkommen. Die Eigentümer äußerten dazu, dass nach dem Denkmalschutzgesetz die wirtschaftliche Zumutbarkeit nicht gegeben sei und sie keine finanzielle Unterstützung erhielten. Gleichwohl wollen sie die Hofstelle in Familienbesitz behalten, haben aber ebenso einen Abbruchantrag gestellt. Es entstand ein Verwaltungsgerichtsstreit, in dem die Eigentümer 2017 vom Niedersächsischen Oberverwaltungsgericht wegen der Verweigerung eines Schadensgutachtens zur Zahlung eines Zwangsgeldes verurteilt wurden.

### Zwangsversteigerung und Sanierungspläne
2020 war für das 908 m² große Grundstück mit dem Hallenhaus und dem angrenzenden Altenteilerhaus bei einem auf 203.000 Euro festgesetzten Verkehrswert eine Zwangsversteigerung angesetzt. Die Stadt Hannover beteiligte sich nicht an der Ersteigerung wegen befürchteter hoher Sanierungskosten. Ein Ehepaar aus Hannover ersteigerte das Anwesen für 455.000 Euro. Die Renovierungskosten wurden anfangs auf bis zu 700.000 Euro geschätzt, an denen die neuen Eigentümer die Stadt Hannover beteiligen wollten. Diese stellte keine finanzielle Unterstützung für eine Sanierung in Aussicht, da es sich um ein Baudenkmal in Privatbesitz handele. Die Eigentümer planten den Umbau der Hofstelle zu Seniorenwohnungen, deren Kosten sie 2020 einschließlich des Kaufpreises auf zwei Millionen Euro schätzten. Bei den ersten Sanierungsmaßnahmen stellte sich heraus, dass die Bausubstanz stärker geschädigt war als erwartet. Die Erwerber sahen sich nicht im Stande, die Sanierung ohne öffentliche Förderung auszuführen. 2021 erwogen sie deswegen einen Weiterverkauf. 2022 wurde bekannt, dass der Bund aus einem Denkmalschutz-Sonderprogramm 200.000 Euro zur Sanierung des Daches sowie der Fassade mit Fenster und Türen bereitstellt, wofür sich die hannoverschen Bundestagsabgeordneten Adis Ahmetovic (SPD) und Sven-Christian Kindler (Bündnis 90/Die Grünen) eingesetzt hatten. Der Eigentümer schätzte im Jahr 2022 die Sanierungskosten auf drei Millionen Euro.